# Высокова, Светлана Юрьевна
Светла́на Ю́рьевна Высо́кова (Николаева) (род. 12 мая 1972 года, Краснокамск, Пермская область) — российская конькобежка, бронзовый призёр зимних Олимпийских игр 2006 года, чемпионка России на дистанции 3000 м (2006, 2007, 2010), 5000 м (2004, 2006-2010) и в многоборье (1994, 1996, 2002, 2005), серебряный призёр в многоборье (1998) и на дистанции 3000 м (2008, 2009), бронзовый на 1500 м (2004) и в многоборье (1995, 2000, 2006, 2008, 2010); заслуженный мастер спорта России (2006), мастер спорта России международного класса. Выступала за СК Вооруженных сил РФ, ВФСО «Динамо».

## Биография
Светлана Высокова с раннего детства мечтала заниматься фигурным катанием, но когда зимой 1983 года к ним в город приехали юные конькобежцы из Чайковского она загорелась этим видом спорта. Знакомая девочка, которая занималась как раз в конькобежной секции привела Свету туда. Так в возрасте 11 лет она стала заниматься конькобежным спортом. Её первым тренером была Светлана Фёдоровна Турунцева, а с 1989 года после Спартакиады перешла к Виктору Александровичу Сивкову.
В марте 1991 года Высокова участвовала на чемпионате СССР на отдельных дистанциях, а в 1992 году на чемпионате СНГ. В марте того же года уже выступала на первом чемпионате России в классическом многоборье, где заняла 11-е место. В 1994 году она стала чемпионом России в многоборье на чемпионате России в Екатеринбурге и была отобрана в сборную. В сезоне 1994/95 дебютировала на Кубке мира и в марте 1995 года на чемпионате мира в классическом многоборье.
В декабре 1995 года Светлана вновь выиграла золото на чемпионате России в классическом многоборье и в январе 1996 года дебютировала на чемпионате Европы, где стала 10-й в сумме многоборья. В феврале на чемпионате мира в классическом многоборье заняла 13-е место и в марте на чемпионате мира на отдельных дистанциях заняла 9-е место в забеге на 5000 м и 19-е на 1500 м. В 1998 году Светлана участвовала на своих первых зимних Олимпийских играх в Нагано, где выступала на дистанциях 3000 и 5000 м и на обеих заняла 12-е место.
Через два года на чемпионате мира на отдельных дистанциях в Нагано она заняла 10-е место в забеге на 5000 м, 16-е на 3000 м и 23-е на 1500 м. В 2001 году стала 10-й в многоборье на чемпионате Европы в Базельга-де-Пине, следом заняла 12-е место на чемпионате мира в классическом многоборье и в марте на чемпионате мира на отдельных дистанциях финишировала 13-й на дистанции 5000 м и 17-й на 3000 м. На чемпионате мира в классическом многоборье 2002 и на чемпионате мира в 2003 годах занимала 12-е место.
В том же году Светлана вновь выиграла чемпионат России в многоборье. В январе 2003 года финишировала 8-й в многоборье на чемпионате Европы в Херенвене и заняла 7-е место в забеге на 5000 м на мартовском чемпионате мира на отдельных дистанциях, а через год в в Сеуле повторила результат. В марте 2004 года на чемпионате России Высокова заняла 1-е место на дистанции 5000 м. В 2005 году на чемпионате Европы в Херенвене стала 9-й в многоборье.
В феврале на московском чемпионате мира в классическом многоборье выступила неудачно, заняв только 19-е место. В марте на чемпионате мира на отдельных дистанциях в Инцелле с подругами по сборной заняла 4-е место в командной гонке и на чемпионате России в классическом многоборье стала чемпионкой. 18 ноября 2005 года в Солт-Лейк-Сити установила рекорд страны на дистанции 3000 м с результатом 4:04,18 сек, который продержался до 9 февраля 2014 года. В 2006 году на зимних Олимпийских играх в Турине Светлана стала бронзовым призёром в командной гонке и заняла 18-е место в забеге на 3000 м.
В 2006 и 20007 года выиграла чемпионаты России на дистанциях 3000 м и 5000 м, а на чемпионате мира на отдельных дистанциях в 2007 году финишировала на 4-е месте в командной гонке и 10-й в забеге на 5000 м. С 2008 по 2010 года ей не было равных на дистанции 5000 м на чемпионате России. В феврале 2010 года на зимних Олимпийских играх в Ванкувере Светлана заняла 13-е место в забеге на 5000 м и 18-е на 3000 м. В марте на
чемпионате России в классическом многоборье завоевала бронзовую медаль. В том же году завершила профессиональную карьеру. После завершения карьеры Светлана решила перейти на тренерскую работу. С 2014 года она руководитель отделения конькобежного спорта в пермской СДЮСШОР «Орлёнок».
| Год  | ЧМ Европы | ЧМ мира многоборье | ЧМ мира дистанции                       | Олимпийские игры             | Кубок мира                 |
| ---- | --------- | ------------------ | --------------------------------------- | ---------------------------- | -------------------------- |
| 1995 |           | NC19               |                                         |                              | 31e 1500 м 26e 3000/5000 м |
| 1996 | 8e        | NC13               | 19e 1500 м 9e 5000 м                    |                              | 26e 1500 м 12e 3000/5000 м |
| 1997 |           |                    |                                         |                              | 33e 1500 м 16e 3000/5000 м |
| 1998 |           |                    |                                         | 12e 3000 м 12e 5000 м        | 36e 1500 м 23e 3000/5000 м |
| 1999 |           |                    |                                         |                              | 43e 1500 м 27e 3000/5000 м |
| 2000 |           |                    | 23e 1500 м 17e 3000 м 10e 5000 м        |                              | 29e 1500 м 26e 3000/5000 м |
| 2001 | 10e       | 12e                | 17e 3000 м 13e 5000 м                   |                              | 35e 1500 м 20e 3000/5000 м |
| 2002 |           | 12e                |                                         |                              | 47e 500 м 18e 3000/5000 м  |
| 2003 | 8e        | 12e                | 10e 3000 м 7e 5000 м                    |                              | 22e 1500 м 11e 3000/5000 м |
| 2004 |           |                    | 12e 3000 м 7e 5000 м                    |                              | 15e 3000/5000 м            |
| 2005 | 9e        | NC19               | 15e 3000 м 9e 5000 м 4e Командная гонка |                              | 26e 3000/5000 м            |
| 2006 | 8e        |                    |                                         | 18e 3000 м · Командная гонка | 12e 3000/5000 м            |
| 2007 |           |                    | 10e 5000 м 4e Командная гонка           |                              | 31e 1500 м 12e 3000/5000 м |
| 2008 |           |                    |                                         |                              | 40e 3000/5000 м            |
| 2009 |           |                    |                                         |                              |                            |
| 2010 | NC19      |                    |                                         | 18e 3000 м 13e 5000 м        |                            |

- NC — не отобралась на заключительную дистанцию

## Личная жизнь
Светлана Высокова окончила Пермский государственный педагогический университет. В 2012 году у неё родился сын. В 2013 году окончила Российскую академию народного хозяйства и государственной службы при Президенте Российской Федерации. В 2018 году баллотировалась в депутаты Краснокамской городской Думы первого созыва от партии "Единая Россия".